# Allodonta maternalis
Allodonta maternalis är en fjärilsart som beskrevs av Alexander Schintlmeister 1993. Allodonta maternalis ingår i släktet Allodonta och familjen tandspinnare. Inga underarter finns listade i Catalogue of Life.